# 七人の特命隊
『七人の特命隊』（しちにんのとくめいたい、原題：Ammazzali tutti e torna solo）は、1968年公開のマカロニ・ウェスタン。
南北戦争中、北軍の軍用金強奪を目論む7人の悪党の活躍を描くアクション西部劇。監督はエンツォ・G・カステラーリ、主演はチャック・コナーズ。

## あらすじ
南北戦争中、敗退を続ける南軍は事態を打開しようと北軍の軍用金強奪を計画、悪党のクライドにその任務を命じる。クライドは射撃やダイナマイト等に秀でた5人の男たちを集めるが、監視役の情報将校リンチ大尉は出発間際、クライドに何故か「金を強奪したら一人で戻って来い」と告げる。
そして、北軍の軍用金の保管場所となっている教会跡を襲撃し強奪に成功、リンチ大尉に命じられた通り1人で金を持って逃げ出したクライドであったが、5人の仲間にすぐに追いつかれ、さらに北軍の追手も追いつき、皆捕えられてしまう。実は、ある人物が彼らを裏切っていたのだ…。

## キャスト
| 役名               | 俳優                 | 日本語吹替                                                                 |
| 役名               | 俳優                 | フジテレビ版                                                               |
| ------------------ | -------------------- | -------------------------------------------------------------------------- |
| クライド・マッケイ | チャック・コナーズ   | 瑳川哲朗                                                                   |
| リンチ大尉         | フランク・ウォルフ   | 小林勝彦                                                                   |
| ホーギー           | フランコ・チッティ   | 津嘉山正種                                                                 |
| デッカー           | レオ・アンチョリス   | 雨森雅司                                                                   |
| ブレード           | ケン・ウッド         | 内海賢二                                                                   |
| ボガード           | ヘラクレス・コルテス | 西尾徳                                                                     |
| キッド             | アルベルト・デラクア | 池畑慎之介                                                                 |
| 捕虜収容所の所長   | ジョン・バーサ       |                                                                            |
| 不明 その他        |                      | 寄山弘 石丸博也 藤本譲 寺島幹夫 玄田哲章 仲木隆司 石森達幸 小関一 野本礼三 |
|                    |                      |                                                                            |
| 演出               | 演出                 | 山田悦司                                                                   |
| 翻訳               | 翻訳                 | 山田実                                                                     |
| 効果               |                      |                                                                            |
| 調整               |                      |                                                                            |
| 制作               | 制作                 | グロービジョン                                                             |
| 解説               | 解説                 | 高島忠夫                                                                   |
| 初回放送           | 初回放送             | 1977年1月28日 『ゴールデン洋画劇場』                                       |